# Zizur Mayor
Zizur Mayor (baszkul: Zizur Nagusia) település Spanyolországban, Navarra autonóm közösségben. Zizur Mayor Pamplona, Olza, Barañáin, Cizur és Galar községekkel határos. Lakosainak száma 16 124 fő (2024).

## Népesség
A település népessége az elmúlt években az alábbi módon változott:
| Lakosok száma | 11 394 | 12 833 | 13 189 | 13 345 | 14 084 | 14 253 | 14 686 | 14 894 | 15 497 | 16 124 |
|               | 2001   | 2004   | 2007   | 2009   | 2012   | 2014   | 2017   | 2019   | 2022   | 2024   |